# Герардо Артеага
Герардо Даніель Артеага Самора (ісп. Gerardo Daniel Arteaga Zamora, нар. 7 вересня 1998, Сапопан, Мексика) — мексиканський футболіст, захисник бельгійського клубу «Генк» та національної збірної Мексики.

## Ігрова кар'єра

### Клубна
Герардо Артеага є вихованцем мексиканського клубу «Сантос Лагуна». У жовтні 2016 року футболіст зіграв свій перший матч в основній команді. За два роки Герардо разом з клубом виграв Клаусуру мексиканського чемпіонату.
Влітку 2020 року Артеага підписав контракт з бельгійським «Генком». Сума трансферу склала близько 3 млн євро.

### Збірна
У 2018 році Артеага провів 5 матчів у складі молодіжної збірної Мексики. І тоді ж у товариському матчі проти команди США він дебютував у національній збірній Мексики.

## Досягнення
Сантос Лагуна
- Переможець мексиканської Прімери: Клаусура 2018
- Володар Кубка Бельгії (1):

«Генк»: 2020-21